# Saurida macrolepis
Espèce
Statut de conservation UICN

 LC 28 juin 2018 : Préoccupation mineure
Saurida macrolepis est une espèce de poissons de la famille des Synodontidae.

## Systématique
L'espèce Saurida macrolepis  a été décrite pour la première fois en 1917 par Shigeho Tanaka.

## Distribution
Cette espèce se croise dans l'océan pacifique ouest, plus particulièrement au large du Japon, de la Corée du sud, de Taïwan et de la Chine.

## Description
Saurida macrolepis peut mesurer jusqu'à 25,76 cm.
Cette espèce se trouve principalement sur le plancher océanique au large, à des profondeurs variant généralement de 1 à 100 m.
Il s'agit d'un poisson allongé, à la mâchoire proéminente dont le ventre est clair, pratiquement blanc, et dont le dos est brun, semblables aux sédiments.

## Étymologie
Son épithète spécifique, macrolepis, « macro » : grand, « lepis » : écailles, fait référence à la largeur de ses écailles, en particulier vis-à-vis de Saurida tumbil.

## Écologie et environnement
Saurida macrolepis se place généralement sur les sédiments des fonds, où il chasse à l'affût et capture les proies qui passent à proximité.

## Publication originale
- (ja) S. Tanaka, « [Six new species of Japanese fishes] », Dōbutsugaku Zasshi, Tokyo, vol. 29, no 340,‎ 37-40, p. 37-40 (ISSN 0044-5118).